# Џејми Џозеф
Џејми Џозеф (енгл. Jamie Joseph; 21. новембар 1969) бивши је новозеландски рагбиста, а садашњи рагби тренер. Родио се у Бленхејму, у фамилији која има рагби традицију. Његов отац је играо на позицији стуба. Џејми је играо у скраму у трећој и у другој линији. Одиграо је 20 мечева за репрезентацију Новог Зеланда и 9 мечева за репрезентацију Јапана. Са ол блексима је дошао до финала светског првенства 1995, где су их поразили "спрингбокси", о чему ће бити и направљен филм Инвиктус који је режирао Клинт Иствуд. За Јапан је играо на светском првенству 1999. Као тренер предводио је "горштаке" до највећег историјског успеха, освајања најјаче лиге на свету 2015.